# Kick II
Kick II (estilizado como KICK ii) é o quinto álbum de estúdio da cantora e produtora musical venezuelana Arca. Inicialmente programado para ser lançado em 3 de dezembro de 2021, o álbum teve sua estreia antecipada para 30 de novembro de 2021, pela XL Recordings.
O álbum dá continuidade ao trabalho iniciado com Kick I (2020), sendo o segundo volume de uma série planejada de cinco discos. Kick II foi promovido por três singles: "Born Yesterday", que conta com os vocais da artista australiana Sia, além das faixas "Prada" e "Rakata", lançadas em formato de single duplo. A arte da capa foi fotografada por Frederik Heyman.

## Antecedentes e contexto
Após o lançamento de Kick I, rumores indicavam que a Arca lançaria mais dois álbuns da série Kick, de modo a compor uma trilogia. Em entrevista à Pitchfork, Arca declarou: “Serão quatro volumes. O terceiro é um pouco mais introvertido do que o Kick I, um pouco mais parecido com o meu álbum autointitulado, eu acho. O quarto é apenas piano, sem vocais. Neste momento, estranhamente, o menos definido, é o terceiro. Cada Kick existe em uma espécie de estado quântico até o dia em que os envio para masterização. Tento não me comprometer até que seja necessário. Mas eu tenho uma visão para isso. O segundo é marcado por fortes batidas de fundo, manipulação vocal, mania e loucura".
No ano seguinte após Kick II, Arca lançou sua extended play (EP) Madre (2021) e participou de Dawn of Chromatica, álbum de remixes de Lady Gaga LANÇADO EM 2021, no qual colaborou na mixagem da faixa "Rain on Me", que conta ainda com vocais de Ariana Grande. Enquanto falava sobre música nas redes sociais, Arca declarou: "É também a última vez que desconstruo minhas músicas "Time" e "Mequetrefe", pois estamos dizemos adeus à era Kick I e caminhando para a era Kick II, e além". Em 27 de setembro, a produtora lançou uma nova música, "Incendio", que obteve aclamação da crítica. Uma semana depois, Arca revelou a data de lançamento, lista de faixas e arte da capa de Kick II, bem como lançou o principal single do disco, "Born Yesterday", com  participação de Sia .
Com o anúncio do Kick IIII, Arca confirmou que a paleta sonora de Kick II seria "uma desconstrução e reinterpretação do reggaeton".

## Composição
Kick II é, sobretudo, um álbum experimental de música eletrônica, mas que também mistura facetas de reggaeton, pop e cumbia. A faixa de abertura, "Doña", traz "mantras vocais sinistros em um looping com samples esmagadores" e é "intencionalmente solta e desorientada, então quando aquele ritmo familiar de dembow se encaixa com a faixa seguinte, a atração hipnótica é sentida instantaneamente".  As faixas "Prada" e "Luna Llena" apresentam "atmosferas de sonho flutuando e envoltos em ritmos condutores" e foram comparadas com a atmosfera sonora de seu álbum homônimo de 2017.

## Recepção crítica
No Metacritic, os álbuns Kicks II-IIIII receberam uma pontuação de 79 em 100, com base nas avaliações de sete críticos, indicando "avaliações geralmente positivas". Safiya Hopfe, escrevendo para a Exclaim! elogiou os ganchos dos álbuns, dizendo que "mesmo quando mais acessível, Arca se recusa a produzir a partir de uma paleta previsível. Mas, apesar de todos os seus experimentos e tangentes caóticos, está claro no KICK ii que ela tem plena consciência do equilíbrio necessário para construir um bop."

David Smyth, escrevendo para o London Evening Standard, considerou Kick II a "experiência mais completa em um único álbum" da série dos cinco álbuns. Por outro lado, Lewis Wade, do The Skinny, avaliou Kick II como composto pelas "músicas menos interessantes de toda a coleção" e disse que se o álbum fosse "mais vanguardista ou mais efêmero, poderia ter funcionado melhor, mas não atingiu a intensidade que deveria".
| Críticas profissionais | Críticas profissionais |
| Pontuações agregadas   | Pontuações agregadas   |
| Fonte                  | Avaliação              |
| ---------------------- | ---------------------- |
| Metacritic             | 79/100                 |
| Avaliações da crítica  |                        |
| Fonte                  | Avaliação              |
| Allmusic               | [ 19 ]                 |
| The A. V. Club         | B-                     |
| Evening Standard       | [ 17 ]                 |
| Exclaim!               | 8/10                   |
| The Guardian           | [ 20 ]                 |
| The Line of Best Fit   | 8/10                   |
| Loud and Quiet         | 8/10                   |
| NME                    | [ 23 ]                 |
| Pitchfork              | 7.4/10                 |
| The Skinny             | [ 18 ]                 |

## Lista de músicas
Todas as faixas foram escritas e produzidas por Arca, exceto onde indicado.
| Lista de faixas de Kick II |                            |                                |                                     |         |  |
| N.º                        | Título                     | Compositor(es)                 | Produtor(es)                        | Duração |  |
| 1.                         | "Doña"                     |                                |                                     | 1:46    |  |
| 2.                         | "Prada"                    | Alejandra Ghersi Cardopusher   | Arca Cardopusher                    | 2:43    |  |
| 3.                         | "Rakata"                   | Ghersi Cardopusher             | Arca Cardopusher                    | 2:31    |  |
| 4.                         | "Tiro"                     | Ghersi Boys Noize Cardopusher  | Arca Boyz Noize Cardopusher         | 2:07    |  |
| 5.                         | "Luna Llena"               |                                | Arca WondaGurl Jenius Level Cubeatz | 3:19    |  |
| 6.                         | "Lethargy"                 |                                |                                     | 2:07    |  |
| 7.                         | "Araña"                    |                                |                                     | 4:17    |  |
| 8.                         | "Femme"                    | Ghersi Mica Levi               |                                     | 1:42    |  |
| 9.                         | "Muñecas"                  | Ghersi Cardopusher Chris Clark | Arca Levi                           | 3:33    |  |
| 10.                        | "Confianza"                |                                | Arca Cardopusher Clark              | 1:47    |  |
| 11.                        | "Born Yesterday (com Sia)" | Ghersi Jmike Sia               | Arca Jmike                          | 3:18    |  |
| 12.                        | "Andro"                    |                                |                                     | 4:35    |  |
| Duração total:             | Duração total:             | Duração total:                 | Duração total:                      | 33:56   |  |

## Histórico de lançamento
| Região | Lançamento             | Formato(s)                 | Gravadora(s) | Ref.   |
| ------ | ---------------------- | -------------------------- | ------------ | ------ |
| Vários | 30 de novembro de 2021 | Streaming digital download | XL           | [ 25 ] |